# Karel Treybal
Ne doit pas être confondu avec Frantisek Treybal.
Karel Treybal est un joueur d'échecs tchécoslovaque né le 2 février 1885 à Kotopeky et mort le 2 octobre 1941 à Prague.

## Biographie
Karel Treybal était magistrat de profession et le frère cadet de Frantisek Treybal, également joueur d'échecs. Champion de Tchécoslovaquie 1921, Karel Treybal représenta la Tchécoslovaquie lors de trois olympiades (en 1930, 1933 et 1935) et remporta la médaille d'argent par équipe lors de l'Olympiade d'échecs de 1933 à Folkestone (il jouait au deuxième échiquier derrière Salo Flohr). Il termina sixième ex æquo avec Aaron Nimzowitsch du tournoi de Carlsbad 1923 et deuxième de plusieurs tournois de Prague (mémorial Kautsisky) dans les années 1930. En mai 1941, il fut arrêté à Prague, accusé de faits de résistance et exécuté le 2 octobre 1941.

## Palmarès
En 1905, il remporta la section 1 du Hauptturnier du congrès allemand d'échecs de Nuremberg devant Xavier Tartakover et finit troisième du premier championnat tchécoslovaque (fédération de Bohême) remporté par Oldrich Duras. En 1907, il remporta le tournoi d'hiver du club de Berlin devant Max Lange et Horatio Caro et finit  quatrième du deuxième championnat tchécoslovaque (congrès de la fédération de Bohême) à Brno remporté par son frère aîné Frantisek Treybal. En 1908, il gagna la finale du Hauptturnier du tournoi de Prague. En 1909, il finit deuxième derrière Duras du troisième championnat tchécoslovaque (fédération de Bohême).
Après la Première Guerre mondiale, en 1921 il finit premier ex æquo avec Karel Hromádka et Ladislav Prokes du septième championnat de Tchécoslovaquie et finit troisième du championnat de Prague remporté par son frère Frantisek Treybal et Karel Hromádka. En 1923, il finit sixième ex æquo du tournoi de Carlsbad et battit Alexandre Alekhine. En 1928, il termina quatrième ex æquo du tournoi olympique amateur à La Haye (olympiade d'échecs de 1928 réservée aux amateurs) remporté par Max Euwe et troisième du championnat de Prague. En 1930, il joua au deuxième échiquier de l'équipe tchécoslovaque qui finit cinquième de l'olympiade d'échecs de 1930 à Hambourg. En 1929-1930, 1931-1932, 1932-1933, 1934-1935 et 1936-1937, il finit deuxième du mémorial Kautsky à Prague. En 1933, il finit quatrième du championnat tchécoslovaque remporté par Salo Flohr. En 1933 et 1935, il remporta le tournoi de l'armée,. En 1937, il finit troisième du congrès de la fédération allemande à Prague.